# Pseudomuscari
Pseudomuscari là một chi thực vật có hoa trong họ Asparagaceae.

## Danh sách loài
- Pseudomuscari acutifolium
- Pseudomuscari apertum
- Pseudomuscari azureum (Fenzl) Garbari & Greuter
- Pseudomuscari chalusicum (D.C.Stuart) Garbari
- Pseudomuscari coeleste (Fomin) Garbari
- Pseudomuscari coeruleum (Losinsk.) Garbari
- Pseudomuscari forniculatum (Fomin) Garbari
- Pseudomuscari inconstrictum (Rech.f.) Garbari
- Pseudomuscari pallens (M.Bieb.) Garbari
- Pseudomuscari paradoxum
- Pseudomuscari turkewiczii